# Депеша

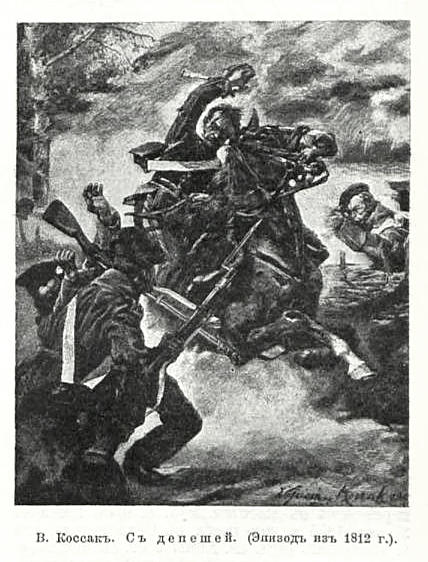
Войцех Коссак «С депешей» (эпизод из 1812 г.)

Депе́ша (фр. Dépêche, от dépêcher — спешить) — первоначально так называлось письмо, посылаемое с курьером в экстренном случае, особенно письмо дипломатическое (отсюда учреждение, ведавшее внешними отношениями во Франции, учреждённое Людовиком XIV и существовавшее ещё во время первой республики, называлось Советом депеш).
С изобретением электрического телеграфа всякое сообщение, передаваемое путём электричества, хотя бы и между частными лицами, получило название депеши.

## Дипломатическая депеша
На дипломатическом языке депешами называются сообщения, которыми обмениваются министр иностранных дел и подведомственные послы, аккредитованные при иностранных дворах. Получив депешу, посол вручает копию с неё министру иностранных дел того государства, при котором он аккредитован, а последний отвечает депешей послу, состоящему при том государстве, от которого сообщение получено. Иногда посол ограничивается тем, что прочитывает министру полученную им депешу, не оставляя копии; но тогда министр может оставить подобное сообщение без ответа.

## Упоминание в депеше
В вооружённых силах Индии с 25 ноября 1950 года существует отдельный вид награды «упоминание в депешах» (англ. Mention in Dispatches). Упоминание в депашах используется для признания отличившихся в зонах боевых действий, а также случаев храбрости, которые, не достигают уровня, необходимого для награждения медалями.
Право на упоминание имеют следующие категории:
- Военнослужащие армии, флота и ВВС, включая резервистов;
- Члены территориальной армии, ополчения и других законных вооружённых формирований;
- Медицинский персонал службы медсестёр;
- Гражданские лица, работающие в составе или при вооружённых силах.

Упоминание в депеше может быть посмертным. Один и тот же человек может быть упомянут в депешах несколько раз. Упомянутые в депеше получают знак отличия в виде листа лотоса на ленте соответствующей медали военной компании. Упомянание в депеше подтверждается официальным сертификатом Министерства обороны, в котором написано:
По приказу президента Республики Индии в «Gazette of India» была опубликована депеша Главнокомандующего индийской армией/военно-морскими силами/военно-воздушными силами, в котором упоминается это имя.